# Estação Ferroviária de Oeiras

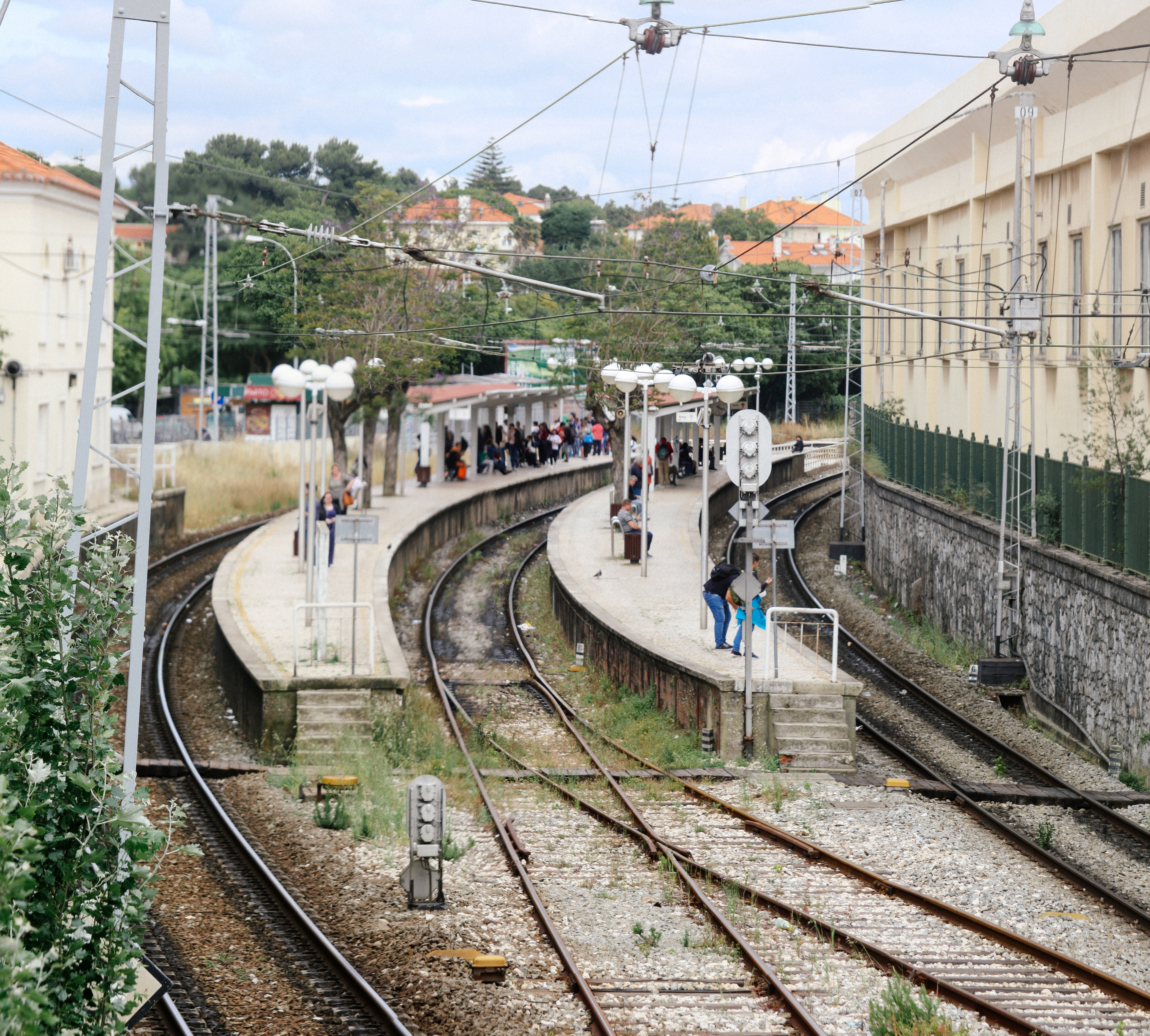
Aspeto da estação de Oeiras, vista de poente, em 2018

A estação ferroviária de Oeiras é uma interface de caminhos de ferro que serve a margem direita da Ribeira da Lage em Oeiras, Grande Lisboa, em Portugal.

## Descrição

### Localização e acessos
Encontra-se entre a Rua da Fundição e o Largo/Rua Paiva Couceiro, a menos de um quilómetro do centro histórico da localidade nominal.
Serve a população de São Julião da Barra e Nova Oeiras.[carece de fontes?] A estação encontra-se dotada de bilheteiras, máquinas automáticas de venda de bilhetes, bar, e W.C. pago.[carece de fontes?] Na área do interface existem mais cafés, tabacarias, telefones, multibanco, farmácia e outros serviços.[carece de fontes?] Possui uma passagem subterrânea pedonal, sendo servida por carreiras de autocarros da Carris Metropolitana.[carece de fontes?] É uma estação central na Linha de Cascais sendo por isso ponto de partida e chegada de muitos autocarros urbanos e suburbanos.[carece de fontes?]

### Infraestrutura
Esta interface apresenta três vias de circulação (identificadas como LA, LD, e LC) com 191, 213 e 170 m de comprimento, respetivamente; as plataformas têm todas 142 m de extensão, e 110 cm de altura; existe ainda uma via secundária, identificada como RD, com comprimento de 276 m; todas estas vias estão eletrificadas em toda a sua extensão. O edifício de passageiros situa-se do lado norte da via (lado direito do sentido ascendente, para Cascais).

### Serviços
Efectuam paragem nesta estação todos os comboios da Linha de Cascais e iniciam e terminam o seu percurso aqui os comboios da família Oeiras, com destino ao Cais do Sodré: Na linha 1 destinam-se os comboios do Cais do Sodré com destino a Cascais, na linha do meio (3) partem e chegam os comboios da família Oeiras com destino ao Cais do Sodré (param em todas as estações, a viagem demora 26 minutos). Da linha 2 chegam os comboios rápidos de Cascais com destino ao Cais do Sodré, percurso que fazem em 17 minutos.[carece de fontes?] Em dados de 2023, esta interface é servida por comboios de passageiros da C.P. de tipo urbano no serviço “Linha de Cascais” tipicamente com um total de 102 circulações diárias em cada sentido, dess quais 32 têm término nesta estação e no Cais do Sodré, enquanto que as restantes circulam entre Cascais e Cais do Sodré.

## História

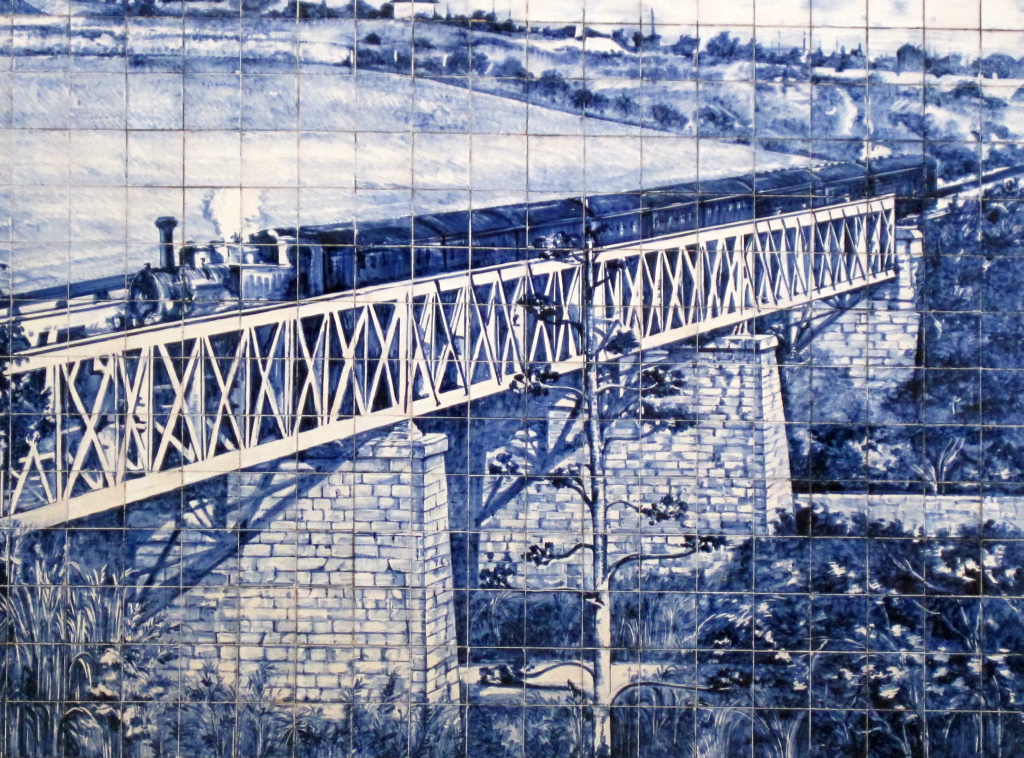
Painel de azulejos na estação, representando a ponte vizinha.

Esta estação insere-se no troço entre Cascais e Pedrouços da Linha de Cascais, que foi inaugurado no dia 30 de Setembro de 1889; a via foi duplicada entre Caxias e o Estoril em 1 de Outubro do ano seguinte.
Em 1 de Março de 1891, a Gazeta dos Caminhos de Ferro noticiou que iriam ser instalados cais de mercadorias com vias próprias de resguardo nas estações de Oeiras, Estoril e Paço de Arcos, de forma a «estabelecer ali o serviço de pequena velocidade de que tanto carecem as povoações servidas por aquella linha».

Em 1933, a companhia responsável pela exploração da Linha de Cascais, a Sociedade Estoril, realizou obras de conservação no edifício da estação.